# Carlo Alberto Pasolini
Carlo Alberto Pasolini (Bologna, 26 giugno 1892 – Roma, 19 dicembre 1958) è stato un militare italiano.
Fu padre del celebre poeta, scrittore e regista Pier Paolo Pasolini.

## Biografia
Carlo Alberto Pasolini nacque a Bologna il 26 giugno 1892, ultimo di tre figli di Gaspare Argobasto Pasolini (Ravenna, 1845), il quale, a sua volta, fu riconosciuto a vent'anni da Girolamo Pasolini. Aveva un fratello maggiore, Pietro Paolo, nato nel 1875 e morto celibe a soli 22 anni nel 1897, e una sorella, Dora, nata nel 1883 e deceduta nel 1947. Risulta invece priva di fondamento una vecchia diceria che metteva in relazione Carlo Alberto alla stirpe dei Conti Pasolini Dall'Onda, in quanto suo nonno Girolamo non era discendente di Pietro Desiderio Pasolini (1782-1839), nobilitato come 1º Conte Dell'Onda (poi Dall'Onda). Rimane comunque in campo l'ipotesi, ad oggi non avvalorata da opportuni riscontri documentali, di un legame più antico fra le due famiglie attraverso un comune capostipite.
Dopo la prematura scomparsa del padre, la cui ludopatia lo aveva portato a sperperare tutti i beni di famiglia, i Pasolini si trovarono in precarie condizioni economiche. L'insana passione per il gioco si era purtroppo trasmessa anche al figlio Carlo Alberto. Per questo motivo, al fine di mantenere sé stesso e la propria famiglia di origine, il giovane Carlo Alberto decise di intraprendere la carriera militare ed entrare nell'esercito, venendo subito avviato alla guerra di Libia. Prese parte alla prima guerra mondiale come volontario e divenne quindi ufficiale nel 56° Reggimento Fanteria del R.E. (brigata Marche). Nel 1921 sposò la giovane insegnante friulana Susanna Colussi, conosciuta nel suo paese natio, Casarsa, con la quale si spostò poi nuovamente in Emilia, dalla quale ebbe il 5 marzo 1922 il figlio primogenito Pier Paolo Pasolini e, il 4 ottobre 1925, il secondogenito Guido Pasolini, ucciso a diciannove anni dai partigiani comunisti in seguito all'eccidio di Malga Porzus. Dopo la Grande Guerra, si iscrisse al Partito Fascista.
Il 31 ottobre 1926, giorno del fallito attentato a Benito Mussolini da parte del giovane anarchico Anteo Zamboni, Carlo Alberto Pasolini comandava una delle compagnie che facevano da protezione al Duce, nell'ambito delle misure di sicurezza organizzate in occasione della manifestazione per l'inaugurazione, a Bologna, dello stadio Littoriale. A Pasolini era stato affidato il compito di gestire il servizio d'ordine all'inizio di Via dell'Indipendenza, dove sarebbe passata l'automobile che accompagnava Mussolini alla stazione, al termine delle celebrazioni. Fu proprio lui il primo ad individuare e bloccare il quindicenne attentatore, che sarà poi linciato a calci e coltellate dalla scorta fascista.
Nel corso della seconda guerra mondiale fu preso prigioniero e internato in un campo di prigionia inglese in Kenya nel 1941, rimanendovi sino alla fine del conflitto. Al suo ritorno in patria, col grado di colonnello, risulterà affetto da alcolismo e da paranoie, rendendo la sua presenza nella famiglia sempre più difficile. Nel 1951 decide di seguire a Roma la moglie e il figlio, che già vi si erano trasferiti alcuni anni prima, ed ivi muore nel dicembre del 1958. Venne sepolto presso il cimitero di Casarsa della Delizia, in Friuli, paese natio della moglie.
Coi due figli, e in particolare col primogenito Pier Paolo, ebbe rapporti per lo più conflittuali, in particolare quando questi nel 1947 si iscrisse al Partito Comunista Italiano. Diceva di lui il figlio poeta:
(Pier Paolo Pasolini, Autobiografia, l'Unità, martedì 4 novembre 1975)

## Albero genealogico
|                            |   |   | Genitori |  |  | Nonni             |  |  | Bisnonni |  |
|                            |   |   |          |  |  | Girolamo Pasolini |  |  | …        |  |
|                            |   |   |          |  |  | Girolamo Pasolini |  |  | …        |  |
|                            |   | … |          |  |  | Girolamo Pasolini |  |  |          |  |
| Gaspare Argobasto Pasolini |   |   |          |  |  | Girolamo Pasolini |  |  |          |  |
|                            |   | … | …        |  |  |                   |  |  |          |  |
|                            |   | … | …        |  |  |                   |  |  |          |  |
|                            |   | … | …        |  |  |                   |  |  |          |  |
| Carlo Alberto Pasolini     |   | … |          |  |  |                   |  |  |          |  |
|                            | … | … |          |  |  |                   |  |  |          |  |
|                            | … | … |          |  |  |                   |  |  |          |  |
|                            | … | … |          |  |  |                   |  |  |          |  |
| Giulia Drudi               | … |   |          |  |  |                   |  |  |          |  |
|                            |   | … | …        |  |  |                   |  |  |          |  |
|                            |   | … | …        |  |  |                   |  |  |          |  |
|                            |   | … | …        |  |  |                   |  |  |          |  |
|                            |   | … |          |  |  |                   |  |  |          |  |